# Спор Тото Акхісар
Спор Тото Акхісар (тур. Spor Toto Akhisar), також відомий як Акхісар-Арена (тур. Akhisar Arena) — стадіон в місті Акхісар, Туреччина. Стадіон розрахований на 12,139 глядачів. Він замінив колишню домашню арену клубу, стадіон «19 травня».

## Історія
Відкритий 28 січня 2018 року, матчем-відкриття стала гра господаря стадіону клубу «Акхісара Беледієспор», що зіграв з «Антальяспором» в матчі Суперліги.